# Castanopsis malaccensis
Castanopsis malaccensis ist eine in Südostasien vorkommende Baumart aus der Familie der Buchengewächse (Fagaceae).

## Merkmale
Castanopsis malaccensis ist ein immergrüner, bis zu 15 Meter hoher Baum. Der Stammdurchmesser erreicht bis über 30 Zentimeter.
Die kurz gestielten, ledrigen und ganzrandigen, oberseits kahlen, eiförmigen bis elliptischen Laubblätter sind spitz bis zugespitzt. Sie sind unterseits rot-bräunlich behaart.
Die Fruchtbecher (Cupulae) sind mit einfachen Stacheln besetzt. Die Stacheln sind gerade, dichtstehend und verdecken die Oberfläche des Fruchtbechers komplett. Die Fruchtbecher sind inklusive Stacheln mindestens vier Zentimeter im Durchmesser, meist 4,5 bis 6,5 Zentimeter. Sie stehen einzeln.
Die einzelnen, fast kahlen, kleinen, etwa 2,5 Zentimeter großen Nüsse sind an einer Längsseite abgeflacht, um den „Umbo“ befindet sich ein sternförmiges Indument.
Blütezeit ist Februar bis November, meist Februar bis August.

## Verbreitung und Standorte
Die Art kommt in Thailand, Malaysia, Singapur und Indonesien vor. Sie wächst in tropischen immergrünen Tieflandwäldern.

## Belege
- Chamlong Phengklai: A synoptic account of the Fagaceae of Thailand. Thai Forest Bulletin 2006, Band 34, ISSN 0495-3843, S. 53–175.
- Castanopsis malaccensis  in der Flora of Thailand.